# Pseudeustrotia argotypa
Pseudeustrotia argotypa là một loài bướm đêm trong họ Noctuidae.